# Públio Clódio Pulcro
Públio Clódio Pulcro (em latim: Publius Clodius Pulcher; c. dezembro de 93 a.C.–18 de janeiro de 52 a.C. (40 anos)), mais conhecido apenas como Clódio, foi um político da República Romana conhecido por suas táticas populistas. Como tribuno da plebe, Clódio defendeu um ambicioso programa legislativo que incluía até mesmo a distribuição gratuita de cereais. Contudo, ele é lembrado principalmente por seu conflito com Marco Túlio Cícero e Tito Ânio Milão, cujos guarda-costas o assassinaram na Via Ápia.
Um nobre da gente patrícia dos Cláudios, nascido Públio Cláudio Pulcro, e um senador de caráter excêntrico, arrogante e agressivo, Clódio foi um dos mais disruptivos políticos de Roma na época da ascensão do Primeiro Triunvirato (60–53 a.C.). Por iniciativa sua, diversas leis favoráveis aos populares, as chamadas Leges Clodiae, foram aprovadas.
Já foi considerado "um dos mais inovadores políticos urbanos na história ocidental".

## Primeiros anos
Clódio participou da Terceira Guerra Mitridática sob o comando de Lúcio Licínio Lúculo, que era seu cunhado. Porém, acreditando não estar recebendo o respeito devido, Clódio incitou uma revolta entre as tropas. Outro cunhado, Quinto Márcio Rex, governador da Cilícia, entregou-lhe o comando da frota romana, mas Clódio foi capturado por piratas. Durante seu cativeiro, Clódio participou de um curioso incidente de grande repercussão. Os piratas tentavam conseguir o pagamento do resgate de Clódio de Ptolemeu de Chipre, um aliado nominal de Roma que estava, em paralelo, negociando o casamento de sua filha com Mitrídates VI do Ponto, inimigo de Roma. Ptolemeu enviou uma soma tão irrisória que os piratas, divertidos com a situação, soltaram Clódio sem ficar com o dinheiro. Humilhado, Clódio para sempre alimentou uma inimizade pelo monarca cipriota. Clódio seguiu para a Síria, onde quase perdeu a vida durante uma revolta que ele também foi acusado de instigar.

## Em Roma e na Gália
Depois de retornar a Roma, em 66 a.C., Clódio precisava urgentemente de proteção contra Lúculo por seu envolvimento no motim durante a Terceira Guerra Mitridática e por causa do escândalo provocado pelas suas relações incestuosas com a esposa de Lúculo, descobertas por ele assim que Clódio chegou em Roma e que levaram ao divórcio do casal. Clódio fez 27 anos neste mesmo ano, mais do que idade normal que um romano se casava, e casou-se com Fúlvia, da família dos Semprônios Tuditanos no ano seguinte. Na mesma época, um parente próximo de Lúculo (provavelmente sobrinho), Lúcio Licínio Murena, se tornou o terceiro marido de uma Semprônia. Clódio processou Catilina em 65 a.C. por extorsão durante seu comando na África. Segundo Cícero, Clódio recebeu dinheiro de Catilina para garantir que ele fosse absolvido.
Em 64 a.C., Clódio seguiu para a Gália Narbonense junto com Lúcio Murena e lá, ainda segundo Cícero "fraudou testamentos de homens mortos, assassinou órfãos e arranjou nefastos contratos e parcerias criminosas". No ano seguinte, voltou para Roma com seu comandante a tempo de testemunhar a conquista do consulado por Murena, o primeiro de sua família, que contou com a ajuda dos veteranos do exército de Lúculo e de Cícero, cônsul em 63 a.C.. É quase certo que Clódio tenha apoiado.
Catilina, derrotado nesta mesma eleição, deu início à sua tentativa de golpe de estado, cujo objetivo era assassinar um grande número de senadores e assegurar para si e seus aliados, todos patrícios, o comando do estado romano. Embora o próprio Clódio fosse ainda um patrício na época, ele não estava envolvido, apesar de Cícero tê-lo acusado depois de ser um dos conspiradores. Clódio se manteve próximo de Murena, que o protegia, e da causa dos optimates. Conforme os eventos da conspiração de Catilina se desenrolavam, Clódio aparentemente se juntou a vários jovens equestres e nobiles que passaram a formar uma espécie de corpo de guarda do cônsul.
No mesmo ano, uma das irmãs de Cícero (presumivelmente a ex-esposa de Lúculo, pois as outras duas estavam ainda casadas com Quinto Márcio Rex e Quinto Cecílio Metelo Céler respectivamente) tentou persuadir Cícero a se divorciar de sua esposa, Terência para se casar com ela, o que enfureceu Terência e piorou ainda mais a relação entre Cícero e Clódio.

## Escândalo deBona Deae julgamento por incesto

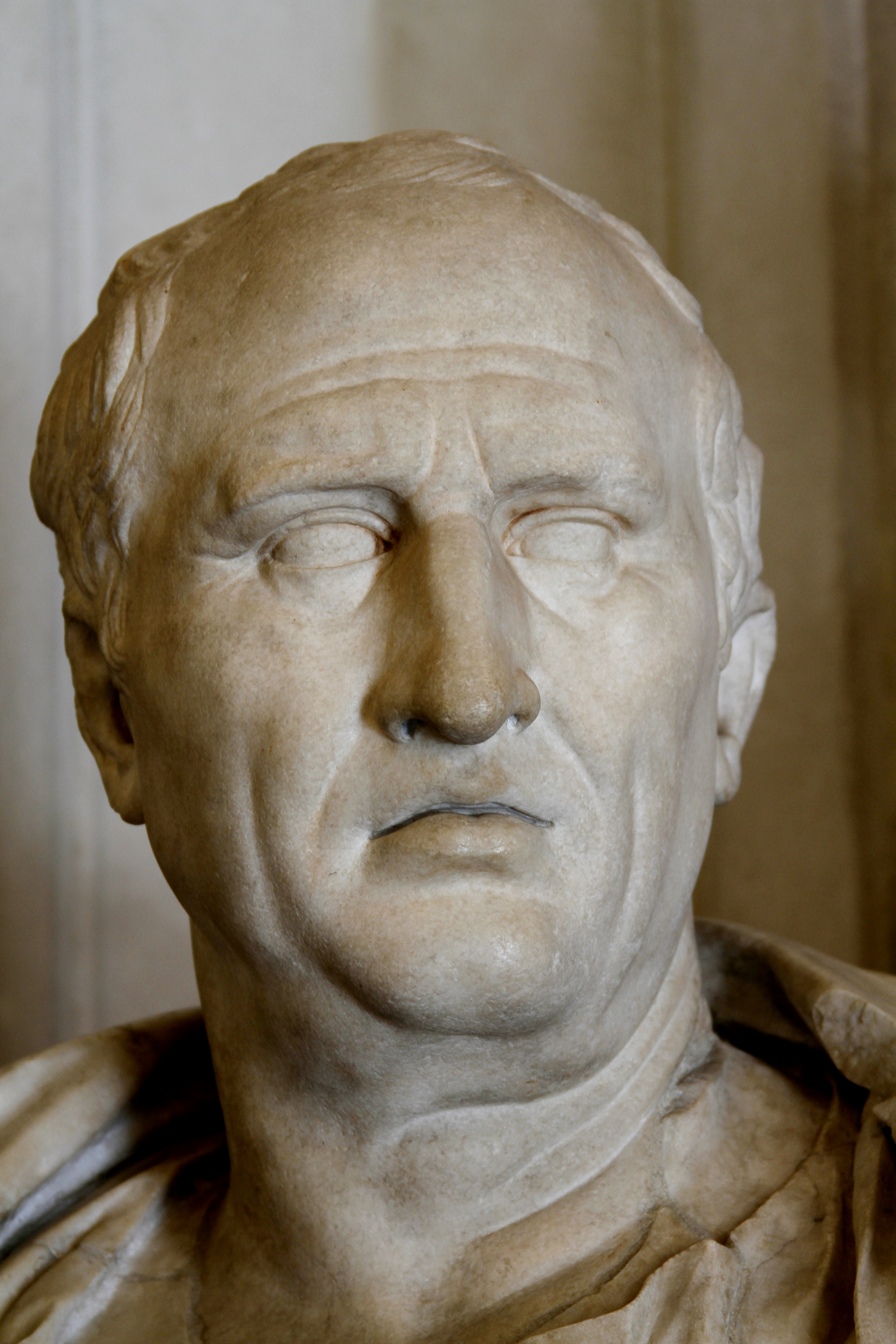
Cícero, o grande adversário político de Clódio.

Os ritos de Bona Dea ("Boa Deusa") eram realizados em dezembro na casa de um importante magistrado de Roma. Em 62 a.C., a cerimônia seria realizada na residência oficial de Júlio César, o pontífice máximo, em Régia. As anfitriãs foram sua esposa, Pompeia, e sua mãe, Aurélia, com a supervisão das virgens vestais. Este era um culto do qual os homens não tinham permissão para falar ou mesmo de saber o nome da deusa, que era chamada de "Boa Deusa". Clódio se intrometeu nos ritos disfarçado de mulher, supostamente com o objetivo de seduzir Pompeia, mas foi descoberto. O escândalo se arrastou pelos meses seguintes enquanto Pompeu retornava do oriente depois de vencer Mitrídates VI do Ponto. César se divorciou de Pompeia e todos os eventos públicos foram suspensos. Lúculo estava determinado a utilizar a oportunidade para destruir a carreira política de Clódio e acusou-o do crime capital de incesto. A acusação foi realizada por três membros da família dos Cornélios Lêntulos e a defesa ficou a cargo de Caio Escribônio Curião, cônsul em 76 a.C. Lúculo garantiu que diversos escravos de sua casa testemunhassem o incesto de Clódio com Clódia; Terência, que havia sido a anfitriã dos ritos da Bona Dea do ano anterior, certamente pressionou Cícero a testemunhar contra Clódio para se vingar da acusação de incesto com Catilina que ele havia feito em 73 a.C. contra a meia-irmã dela, a vestal Fábia, que, apesar de fracassada, foi bastante destrutiva. Aurélia e uma das irmãs de Cícero testemunharam contra Clódio. César fez o que pôde para ajudar Clódio alegando não saber de nada. Quando perguntado sobre o motivo de ele ter se divorciado sua esposa se ele de fato não sabia de nada, César respondeu com uma de suas mais famosas frases, afirmando que a esposa de César precisa ser acima de qualquer suspeita: "uma mulher casta não apenas deve não errar, mas não causar suspeita de erro". Clódio mentiu ao utilizar um álibi forjado para provar que estava fora de Roma durante os ritos e Cícero podia refutá-lo, mas hesitou em fazê-lo. No final, movimentos políticos e domésticos forçaram sua mão. Por um lado, ele estava ansioso para forjar um equilíbrio de forças entre Lúculo e Pompeu, que estava às turras entre si por causa dos eventos da Terceira Guerra Mitridática, e queria ajudar Lúculo nesta questão. Em casa, Terência exigiu que ele testemunhasse e assegurasse a destruição de Clódio. Cícero testemunhou, mas quem decidiu o resultado do julgamento foi Marco Licínio Crasso, que subornou todos os jurados para garantir a absolvição de Clódio.
Depois do escândalo, a forma como Clódio tratava a política mudou e se tornou mais pessoal do que antes. Ele passou a se apoiar em Crasso como principal aliado e demonstrou gratidão a César por sua tentativa de ajudá-lo. Ele chegou ao ponto de fingir não guardar nenhuma mágoa contra seus acusadores. Por outro lado, ele arriscou-se ao interferir no exército de Lúculo no oriente, o que ajudou Pompeu, que, por sua vez, nada fez para ajudá-lo mesmo estando em conflito político com Lúculo, meio-irmão de Clódio, e Cícero.

### Sexo e a política
Se a República Romana foi destruída por uma pessoa, Cícero acusa Clódio em fingida resignação: "Quid est, quid valet, quid adfert, ut tanta civitas, si cadet — quod di omen obruant! — a viro tamen confecta videatur?" ("Por que, quanto vale, qual a relevância, se uma cidade como esta rui — que os deuses revertam esse destino! — a não ser que ao menos pareça que a causa tenha sido uma pessoa real?"). O transvestismo de Clódio durante o ritual da Bona Dea serviria de munição para Cícero nos anos seguintes. Como era o caso de outros políticos populares da época, como César e Marco Antônio, Clódio foi acusado de deter um magnetismo sexual que aumentava seu carisma político: "O poder sexual de Clódio, sua suspeita habilidade de conquistar a esposa de César, pode ser lido como um indicativo da potência de sua influência política".
Eleanor Winsor Leach alega, em sua análise "Gendering Clodius", que a frequência e a intensidade dos jogos de palavras de Cícero com o cognome "Pulcro" ("belo", "adorável") revelam uma certa fascinação disfarçada na forma de refutação. Leach afirma que a descrição de Cícero da roupa de Clódio na narrativa da invasão dos ritos da Bona Dea é similar a um "striptease verbal", pois a preposição privativa "a" ("de") retira as roupas e fantasias de Clódio uma por uma:
| “ | P. Clodius, a crocota, a mitra, a muliebribus soleis purpureisque fasceolis, a strophio, a psalterio, [a] flagitio, a stupro est factus repente popularis Públio Clódio, livre de seu vestido açafrão, de sua peruca, de sua sandália feminina e de suas fitas roxas, de sua faixa peitoral, de sua deserção, de sua luxúria, é repentinamente um democrata. | ” |
|   | — Cícero, De Haruspicium Responso 21.44. |   |

As acusações de devassidão feitas por Cícero contra Clódio incluíam a tentativa de seduzir a esposa de César e suas relações incestuosas com suas irmãs, mas não mais do que isto, especialmente por que o casamento de Clódio com a formidável Fúlvia parece ter sido um modelo de fidelidade até a morte dele. "Clódio era perfeitamente capaz, aos cinquenta, de adotar uma postura de religiosidade estrita e de tradicional retidão"; até mesmo Cícero nota que Clódio raramente viajava sem a esposa e afirma que "a presunção geral […] era a de que Clódio havia se tornado um grande homem de família". Porém, mesmo a devoção à esposa podia ser entendida pelos defensores dos valores tradicionais como prejudicial à masculinidade pois implicava na dependência de uma mulher.

## Adoção pela gente Fonteia
Ao retornar da Sicília, onde foi questor entre 61 e 60 a.C., Clódio tentou ser eleito tribuno da plebe com a declarada intenção de se vingar de Cícero, seu grande inimigo político. Porém, para que pudesse ser eleito para o cargo, Clódio teria que renunciar ao seu status de patrício, pois o tribunato era restrito aos plebeus. Em 59 a.C., durante o primeiro consulado de César, Clódio conseguiu se transferir para a plebe ao ser adotado por um tal Públio Fonteio, que era muito mais novo do que ele. O processo era um flagrante abuso das leis sobre a adoção na Roma Antiga, um assunto muito sério que envolvia ritos específicos nas gentes e nas famílias, incluindo os de herança. Em 16 de novembro, Clódio assumiu o posto de tribuno da plebe e começou sua vingança contra Cícero e a promover um abrangente programa legislativo cujo objetivo era conseguir que a maior parte dos romanos fosse de alguma forma beneficiada. 
Apesar disto, a legalidade da adoção e os atos e leis subsequentes de Clódio permaneceram por muitos anos incontestes. Segundo o direito romano, para que fosse permitida a adoção de um cidadão romano de outra gente, o adotante precisava ter alcançado a meia-idade (ter ultrapassado a adolescentia, ou seja, ter mais de trinta anos). O próprio Clódio tinha 34 anos em 59 a.C. e Fonteio, seu pai adotivo, era ainda mais jovem, o que era ilegal e sem precedentes. Além disto, uma vez que a adoção fosse aprovada, o adotado assumia seu novo papel em sua nova família com direitos e deveres plenos como primogênito, o que envolvia a troca de seu nome para o de seu pai adotivo com a adição de um agnome adicional referenciando sua família ou gente de nascimento. Clódio ignorou também esta convenção e simplesmente adotou a grafia plebeia do nome de sua gente, alterando Cláudio (em latim: Claudius) para Clódio (em latim: Clodius), zombando abertamente dos costumes relativos à adoção entre os romanos e deixando claro que seu único interesse era obter um simulacro de permissão para assumir a poderosa magistratura plebeia, cobiçada por seu amplo poder legislativo e pela sacrossantidade conferida aos detentores.

## Tribuno da plebe

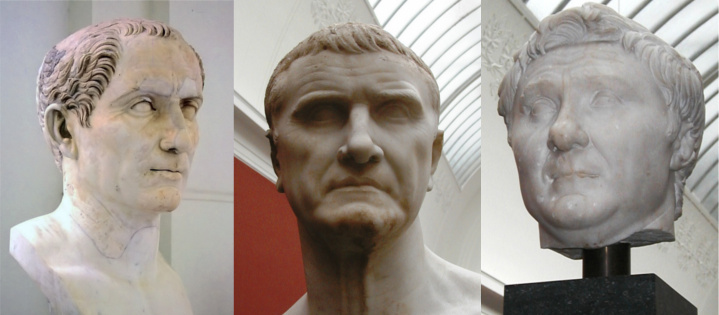
O Primeiro Triunvirato: Júlio César, Crasso e Pompeu.

Como tribuno, Clódio propôs uma lei que determinava o exílio a qualquer um que executasse um cidadão romano sem um julgamento prévio. Cícero, tendo executado os líderes da Conspiração Catilinária quatro anos antes sem aguardar o julgamento, era claramente o alvo da lei e argumentou que o senatus consultum ultimum que lhe fora concedido pelo Senado Romano o isentava de qualquer punição. Em sua defesa, Cícero tentou arregimentar o apoio de vários senadores, dos cônsules e especialmente de Pompeu. Quando percebeu que não teria suporte, o próprio Cícero decidiu se auto-exilar em Tessalônica, na Grécia, em 29 de maio de 58 a.C. No dia que Cícero escolheu para partir, Clódio propôs uma outra lei que proibia sua presença num raio de 640 quilômetros da Itália e confiscava seus bens. A lei foi aprovada e a casa de Cícero no Palatino foi demolida pelos aliados de Clódio assim como suas vilas em Túsculo e Fórmias. No terreno onde estava a casa, Clódio bancou a construção de um templo dedicado à deusa Liberdade para garantir que o local não pudesse ser reclamado de volta se Cícero voltasse.
Clódio ficou encantado com seu próprio poder e importância e rapidamente propôs uma reforma legislativa. As Leges Clodiae incluíam a definição de uma dotação mensal gratuita de cereais, o que elevou substancialmente o poder político de Clódio. Uma outra lei abolia o direito de realizar os auspícios — que, se fossem desfavoráveis, impediam a reunião da Assembleia da plebe — numa data pré-fixada, até então uma prerrogativa de todos os magistrados romanos pelos termos da Lex Aelia et Fufia. Finalmente, uma lei impedia que os censores excluíssem um cidadão romano do Senado ou aplicassem punições sem um julgamento público e prévia condenação.
Clódio acreditava que a violência e o uso da força haviam se tornado os principais meios de dominação na política romana. Por isto, ele aboliu as restrições para a fundação de novos colégios, os antigos clubes ou guildas políticos e sociais de trabalhadores e ativamente organizou sua fundação através de seus agentes. As novas guildas eram essencialmente organizadas e treinadas como gangues de baderneiros e Clódio as utilizou para controlar as ruas de Roma, expulsando seus adversários políticos. Qualquer um que ousasse se insurgir contra Clódio se sujeitava a variadas formas de assédio, incluindo ameaças, agressões, vaias ruidosas e descargas de lixo ou excrementos; além disto, as residências de opositores de Clódio podiam ser ameaçadas por tiros de pedras e armas ou tentativas de incêndio. Por conta disto, Clódio praticamente não tinha oposição e era considerado o "rei das ruas romanas".
Como vingança pela humilhação passada em sua juventude durante o cativeiro entre os piratas, Clódio propôs e aprovou uma lei extinguindo a monarquia em Chipre, cujo rei, Ptolemeu de Chipre, um irmão caçula do faraó Ptolemeu XII Auletes, que ele detestava, anexando a ilha à República Romana. Segundo os desejos do Primeiro Triunvirato, Clódio inteligentemente escolheu Catão, o Jovem, para ser o enviado romano em Chipre com poderes pretoriais e com a missão de tomar posse da ilha (e do tesouro real) garantindo a incorporação da ilha à província romana da Cilícia. A medida foi pensada como uma forma de remover Catão, um potencial adversário, de Roma por um tempo (a missão levaria mais de dois anos) e de torná-lo um defensor da legitimidade da adoção e do tribunato de Clódio. Mais tarde, depois da volta de Cícero, haveria grande fricção entre ele e Catão em Roma.
Contudo, o bom relacionamento de Clódio com o triunvirato se deteriorou quando Pompeu criticou suas políticas e começou a contemplar a possibilidade de um retorno de Cícero do exílio. Furioso, Clódio se voltou contra Pompeu e começou a assediá-lo, supostamente com o apoio secreto de Crasso. Quando Pompeu discutiu com um dos tribunos o retorno de Cícero, Clódio organizou uma tentativa de assassiná-lo em agosto de 58 a.C.. Suas gangues bloquearam a casa de Pompeu forçando-o a uma "prisão domiciliar" até o final do ano. Frustrado, Clódio se voltou contra César declarando ilegais as leis propostas por ele durante o consulado de 59 a.C.. Porém, o resultado foi o inverso do pretendido e acabou precipitando o retorno de Cícero: quando Clódio interpôs seu veto à convocação, apoiada por oito dos dez tribunos, César aprovou que uma nova tentativa de aprovação fosse feita depois do final do mandato de Clódio, em dezembro de 58 a.C.. Em janeiro do ano seguinte, um dos novos tribunos reapresentou a lei, mas sua proposta foi recebida com violência e fracassou, tornando claro que o domínio das ruas e dos espaços públicos de Roma pelas gangues de Clódio teria que ser enfrentado por meios igualmente violentos. Pompeu aprovou que dois tribunos, Tito Milão e Públio Séstio, organizassem suas próprias gangues para lutar contra as de Clódio, incluindo o recrutamento de treinadores de gladiadores e ex-gladiadores como líderes e treinadores. Confrontos nas ruas de Roma ocorreram no primeiro semestre de 57 a.C. até que Clódio foi finalmente derrotado; a lei aprovando o retorno de Cícero foi aprovada.
Derrotado, Clódio atacou os operários que trabalhavam na reconstrução da casa de Cícero (bancada pelo erário público), atacou o próprio Cícero e ateou fogo na casa de Quinto Túlio Cícero, irmão mais novo de seu inimigo. Em 56 a.C., na função de edil curul, Clódio processou Milão, um dos tribunos aliados de Pompeu, por "violência pública" depois que ele defendeu sua casa contra ataques das gangues de Clódio e de manter grupos de cidadãos armados sob seu comando. O julgamento foi repetidamente interrompido por atos de violência e a acusação acabou sendo abandonada.

## Morte
Nas eleições de 53 a.C., quando Tito Ânio Milão era candidato ao consulado e Clódio, ao pretorado, violentos confrontos irromperam pelas ruas de Roma entre as gangues dos dois, atrasando a realização do pleito duas vezes. Em 18 de janeiro de 52 a.C., Clódio estava retornando a Roma pela Via Ápia depois de uma visita a Aricia, a cerca de 25 quilômetros para o sudeste de Roma. Ele viajava com um cortejo de cerca de 30 escravos armados e, o que era incomum no caso de Clódio, sem sua esposa. Por acaso, Milão seguia no caminho contrário com sua esposa e uma escolta armada que incluía gladiadores; os dois grupos se cruzaram perto de Bovilas, a pouco menos de vinte quilômetros de Roma. O encontro correu bem até que o último par de cada grupo se estranharam. Acredita-se que Clódio tenha voltado para ver o que estava acontecendo e teria sido ferido por um dardo atirado por um dos gladiadores de Milão. Ele foi levado para uma estalagem nas imediações para tratar do ferimento e seus escravos foram mortos ou expulsos.
Milão ali mesmo decidiu que um inimigo político vivo era muito mais perigoso que um morto e ordenou que seus gladiadores assassinassem Clódio. O corpo foi descoberto por um senador que passava pela Via Ápia e foi enviado de volta a Roma. Lá, a esposa de Clódio e dois tribunos da plebe se juntaram na Cúria Hostília e decidiram usá-la como pira funerária de Clódio, o que resultou na completa destruição do edifício. Por causa disto e da necessidade de restaurar a ordem nas ruas de Roma, o Senado nomeou Pompeu como cônsul solitário naquele ano, um ato sem precedentes.
O posterior julgamento de Milão ficou famoso pela defesa de Cícero em seu famoso discurso "Pro Milone", que, apesar da eloquência, não foi suficiente para salvar Milão do exílio, especialmente por causa das interrupções e vaias dos aliados do Clódio. Além disto, os jurados foram pressionados pelos soldados de Pompeu a votarem de acordo com seu desejo de encerrar definitivamente a disputa.

## Família

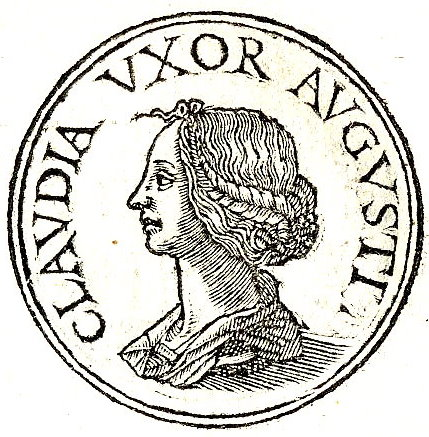
Gravura de Clódia Pulcra, irmã de Clódio, no Promptuarii Iconum Insigniorum.

Nascido em 93 a.C., Clódio era o mais jovem dos filhos de Ápio Cláudio Pulcro. A identidade de sua mãe continua a ser um dos temas mais discutidos da História de Roma no século I a.C.. Provavelmente era uma matrona da gente patrícia dos Servílios Cepiões, filha de Quinto Servílio Cepião, ou uma Cecília Metela, irmã do tribuno da plebe Quinto Cecílio Metelo Céler. Depois de sua polêmica adoção pela gente plebeia dos Fonteios, em 59 a.C., ele alterou a grafia de seu nome de "Cláudio" para "Clódio".
O pai de Clódio casou-se duas vezes e teve diversos filhos, mas apenas Cláudia, esposa de Quinto Cecílio Metelo Céler (mais conhecida como "Clódia"), e Cláudia, a esposa de Lúcio Licínio Lúculo, eram irmãs de Clódio de pai e mãe. Acredita-se amplamente que Clódia seja a Lésbia, musa do poeta Cátulo, mas as evidências não são conclusivas. Em diversas ocasiões, Clódio foi acusada de relações incestuosas com as duas e sua má reputação deu peso às acusações, mas não há dúvidas de que estas teses eram também politicamente motivadas e jamais foram provadas.
Em 68 ou 67 a.C., Clódio era um legado e, por volta de 62 a.C., casou-se com Fúlvia, herdeira dos Semprônios Tuditanos de Túsculo, uma rica família plebeia cuja linhagem masculina se extinguira uma década antes. Os dois tiveram pelo menos dois filhos que chegaram à idade adulta: um filho, Públio Clódio Pulcro, que foi pretor depois de 31 a.C., e uma filha, Clódia Pulcra, a primeira esposa de Otaviano. Depois da morte de Clódio, Fúlvia se casou primeiro com Caio Escribônio Curião, tribuno da plebe em 50 a.C., e depois com o triúnviro Marco Antônio. Ela teve filhos com ambos.
Clódio pode ter se casado antes de seu casamento com Fúlvia. Cícero cita um certo Lúcio Nata, enteado de Lúcio Licínio Murena, como sendo cunhado de Clódio, mas não menciona o cognome de Nata. Numa passagem de autenticidade incerta, Sérvio o chama de Pinário Nata. O agnome Nata é conhecido na gente Pinária, mas não existe na gente Fúlvia. O historiador Wilhelm Drumann conclui que a primeira esposa de Clódio seria uma Pinária, irmã de um Lúcio Pinário Nata, porém, como não há evidências concretas de um casamento anterior, outros estudiosos supõem que o cunhado de Clódio seria uma figura desconhecida de nome Lúcio Fúlvio Nata.
O filho de Clódio, Públio Clódio Pulcro, nasceu provavelmente entre 62 e 59 a.C. e pouco conseguiu na vida pública. Valério Máximo o descreve como um "letárgico ninguém" que ascendeu ao pretorado somente por influência do Segundo Triunvirato e morreu envolvido em escândalos sobre uma vida luxuosa e uma obsessão por uma prostituta comum, provavelmente depois de 31 a.C. Uma marca de propriedade de um caro vaso egípcio de alabastro que teria pertencido ao filho de Clódio sobreviveu para atestar sua curta carreira oficial. A inscrição — P. CLAVDIVS P. F. AP. N. AP. PRON. PVLCHER Q. QVAESITOR PR. AVGVR. — inclui uma pouco usual filiação tripla que confirma a evidência literária de que Clódio seria o filho de Ápio Cláudio Pulcro, cônsul em 79 a.C., e neto de Ápio Cláudio Pulcro, cônsul em 143 a.C.
A filha de Clódio, Clódia Pulcra, provavelmente nasceu entre 57 e 55 a.C.. Por volta de 43 ou 42 a.C., ainda muito jovem, foi casada ao jovem Otaviano, um matrimônio político arranjado para reconciliar Otaviano ao padrasto de Clódia, Marco Antônio. Porém, em 41 a.C., a mãe de Clódia, Fúlvia, se juntou ao cunhado, o cônsul Lúcio Antônio, e arregimentou oito legiões contra Otaviano, uma campanha que ficou conhecida como Campanha de Perúsia. A inimizade resultante entre os triúnviros deram a Otaviano a desculpa de que precisava para se divorciar de Cláudia em 40 a.C. Ela ainda vivia em 36 a.C., mas seu destino depois disto é desconhecido.